# FamilyMart
FamilyMart (ファミリーマート Famirīmāto?) es una cadena multinacional de tiendas de conveniencia con sede en Tokio, Japón. Está especializada en la venta minorista de artículos básicos de alimentación, droguería, refrescos, manga y prensa.
Con más de 17 000 establecimientos solo en Japón y unos 24 000 a nivel mundial, la mayoría de ellos franquicias, FamilyMart es la segunda cadena de tiendas de conveniencia en Japón, por detrás de 7-Eleven. Es una empresa subsidiaria de Familymart Co., Ltd., cuyo máximo accionista es la corporación Itochu.

## Historia
En 1973, el grupo de supermercados Seiyu inauguró cuatro tiendas de conveniencia (konbini) en las ciudades más pobladas de Japón. El negocio funcionó y se creó una empresa independiente, FamilyMart, el 1 de septiembre de 1981. La compañía estuvo controlada por Seiyū hasta 1998, cuando la corporación Itochu compró su participación y se convirtió en el máximo accionista.
En los diez primeros años, FamilyMart se ha centrado en consolidar su negocio en Japón con tiendas en régimen de franquicia. En 1988 se expandió al extranjero con su primera apertura en Taiwán, y en 1990 alcanzó un acuerdo con el grupo Bokwang para abrir locales en Corea del Sur. Años después ha llegado a acuerdos similares en Tailandia (1992), China (2004), Vietnam (2011), Indonesia (2012), Filipinas (2013) y Malasia (2016).
En 2016 se convirtió en la segunda mayor cadena japonesa de tiendas de conveniencia, mediante la absorción del grupo Circle K Sunkus.

## Tiendas y productos

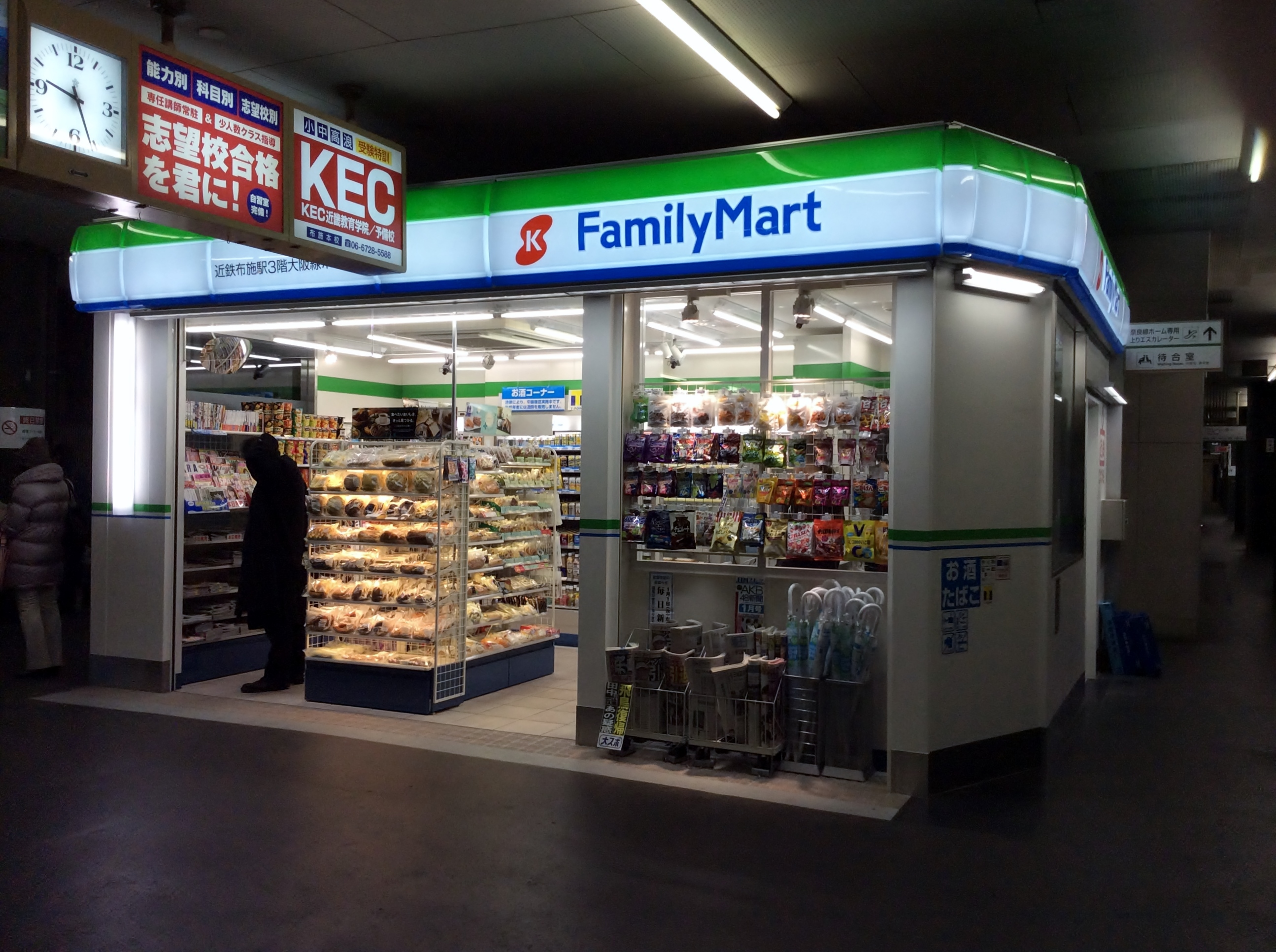
Establecimiento Familiymart en el interior de una estación de metro en Osaka.

FamilyMart tiene más de 24 000 tiendas en ocho países. La mayoría son pequeñas superficies en régimen de franquicia y están controladas por Familymart Co., Ltd., empresa subsidiaria. Sus franquicias son tiendas de conveniencia de tamaño pequeño que venden artículos de alimentación, comida para llevar, bebidas, droguería y prensa. La cadena cuenta con su propia línea de marca blanca y productos específicos.
La mayor parte del negocio se concentra en Asia, donde están presentes en ocho países: Japón, Malasia, Filipinas, República Popular de China, República de China, Tailandia, Vietnam e Indonesia. El que más establecimientos tiene es Japón (cerca de 16 000), donde ostenta el segundo puesto en cuota de mercado; la cadena superó al grupo Lawson en los años 2010, pero sigue por detrás de 7-Eleven.
FamilyMart estuvo en Corea del Sur desde 1990 hasta 2013, cuando traspasó sus 8 000 establecimientos a BGF Retail y éstos adoptaron la marca «CU».
Desde 2005 hasta 2015 gestionó la cadena Famima!! en Estados Unidos, centrada en productos de importación y comida para llevar.